# 국민 단결의 날

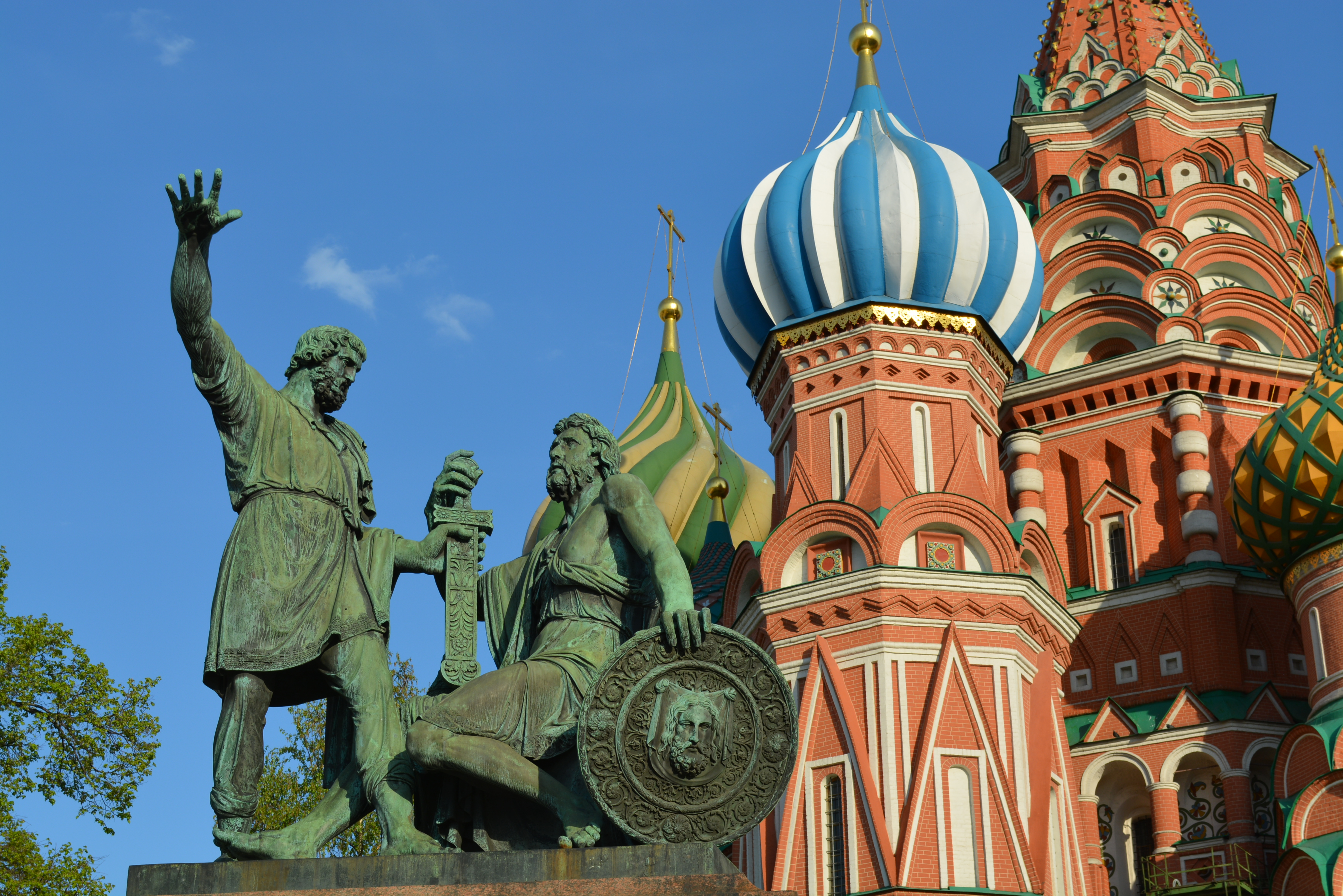

국민 단결의 날(러시아어: День народного единства)은 매년 11월 4일에 해당하는 러시아의 공휴일이다. 폴란드-모스크바 전쟁 중이던 1612년 11월에 모스크바를 점령하고 있던 폴란드-리투아니아 연방 군대를 몰아내면서 러시아의 동란 시대를 종식시킨 사건을 기념하는 날이다.

## 같이 보기
- 1612: 크로니클스 오브 더 다크 타임